# 李鍵 (嘉靖進士)
李鍵（1520年—1610年），字廷守，號鐵城，又號小仙山人，浙江處州府縉雲縣人，民籍，明朝政治人物。

## 生平
嘉靖三十一年（1552年）壬子科浙江鄉試第十一名舉人。嘉靖三十五年（1556年）中式丙辰科會試第九十八名，二甲第十四名進士。都察院观政，授工部主事，历升员外、营缮司署郎中，四十一年三月以万寿宫建成，升一级，四十二年四月升光禄寺少卿。隆慶元年三月復除原职，二年三月升南京通政司右参议。三年正月官员考察，以才力不及降调。任苏州府知府，五年正月升长芦都转运盐使司运使，六年七月升四川右参政。李键自叹曰：“逾蜀险而忘老亲，视王阳何也!” 于是接连上疏，乞求归家养双亲。优游仙都三十余载，寿九十一。著作有《五经正义》、《性理明解)、《二十二史汇系》及《赐养堂集》。

## 家族
曾祖李顥，貢士；祖父李長，前戶科給事中；父李琩，生员、封工部主事、加封光禄寺少卿；母田氏，封太安人。兄鋋（生员）、弟阳泰（监生）、阳会、锳、阳吉、鏌、鋕，俱生员。